# ベニー・カーター

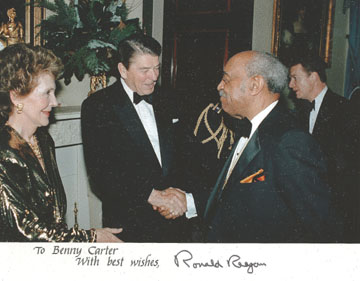
レーガン大統領（当時）とベニー・カーター

ベニー・カーター（Benny Carter、1907年8月8日 - 2003年7月12日）は、アメリカ合衆国のアルト・サックス奏者、クラリネット奏者、トランペット奏者、作曲家、編曲家、バンドリーダー。1930年代から1990年代のジャズ界における大物ミュージシャンで、彼を「王（King）」と呼ぶミュージシャンもいた。私生活では1979年にHilma Ollila Aronsと結婚し、娘が1人、孫娘が1人いる。

## 生涯
1907年ニューヨーク生まれ。6人姉弟の末っ子で、長男だった。最初は母親からピアノの手ほどきを受けたが、おおむね独学で音楽を修め、15歳のときからハーレムのナイト・スポットで活動していた。1924年から1928年にかけて、ニューヨークのいくつかのトップ・グループでプロとしての経験を積んだ。
若いころはハーレムでデューク・エリントン楽団のスター・トランペッター、ジェームズ・バッバー・マイリー の近所に住んでいた。カーターはマイリーに刺激されてトランペットを始めるが、彼のようには吹けないことを悟りサックスに転向した。その後の2年間、コルネットのレックス・スチュワート、クラリネット、ソプラノ・サックスのシドニー・ベシェ、ピアノのアール・ハインズ、ウィリー・ザ・ライオン・スミス、ファッツ・ウォーラー、ジェイムス.P.ジョンソン、デューク・エリントンなどのグループで活動した。

### 最初の録音

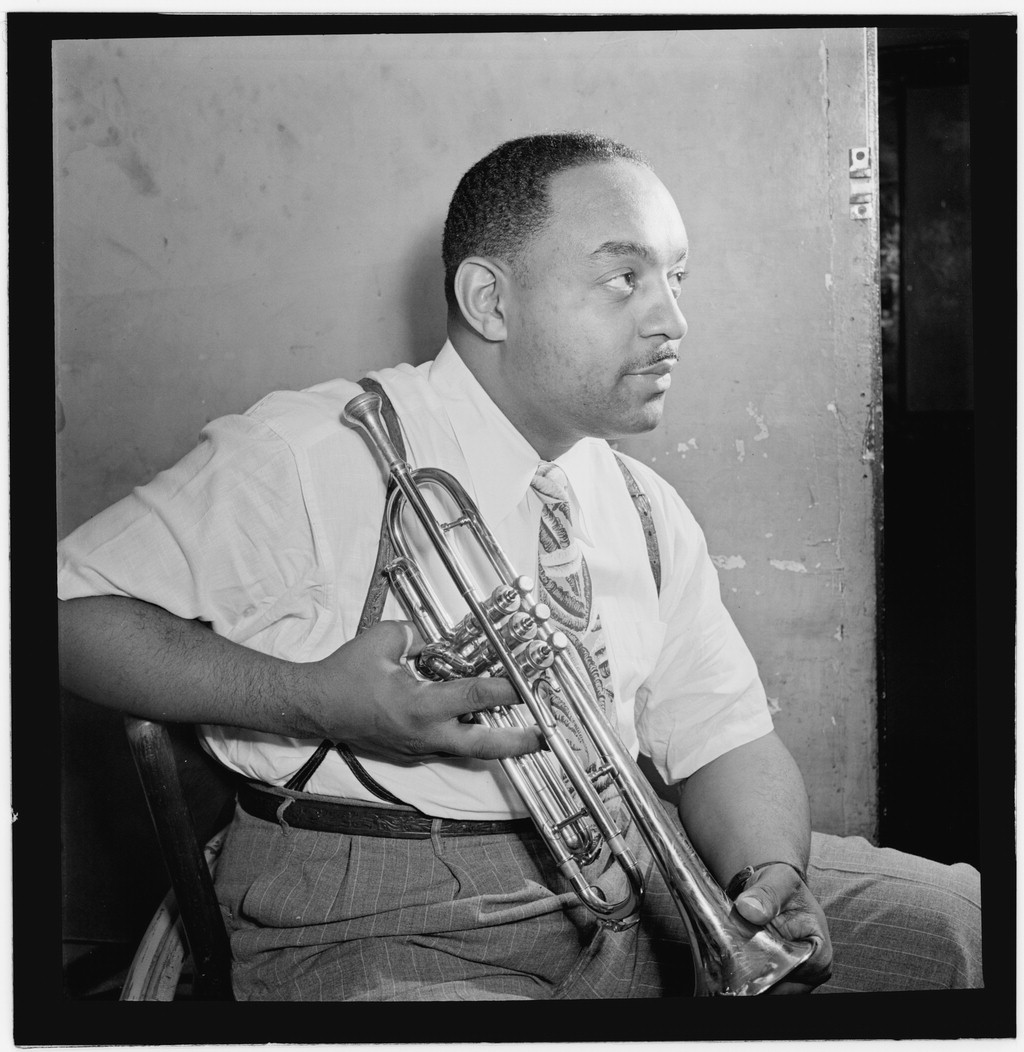
ニューヨーク、アポロ・シアターにて。1946年撮影。

1928年、チャーリー・ジョンソン楽団にて初録音を行なう。編曲も手がけ、翌年には自身の楽団を結成。
1930年から翌年にかけてフレッチャー・ヘンダーソンと共演し、彼の楽団のチーフ・アレンジャーとなる。その後は短期間だがデトロイト出身のMcKinney's Cotton Pickersを率いたのち1932年にはニューヨークに戻り、チュー・ベリー（テナー･サックス）、テディ・ウィルソン（ピアノ）、シドニー・カトレット (ドラムス)、ディッキー・ウェルズ（トロンボーン）などとビッグバンドでの演奏活動をした。
カーターの編曲は洗練されており、複雑巧緻で、『Blue Lou』を含む多数の楽曲が他のバンドに取り上げられたほか、デューク・エリントンなどにも編曲を提供している。その手腕は卓越したもので、中でも『Keep a Song in Your Soul』（フレッチャー・ヘンダーソン作、1930年）、サックスの流れるような編曲の『Lonesome Nights』『Symphony in Riffs』（1933）などが特筆される。
1930年代初期にはジョニー・ホッジスとともに主要なアルト・サックス奏者のひとりと目された。この頃、再び手にするようになっていたトランペットの演奏機会も増え、ソロも取るようになった。
1932年、カーターの名前が初めてクレジットされたレコード『Tell All Your Day Dreams to Me』（クラウン・レーベル）発売。名義は「Bennie Carter and his Harlemites」となっている。
この楽団の活動期間は短かったが、ニューヨークのハーレム・クラブへの出演のほか、いくつかの素晴らしい録音をコロムビア、オーケー、ヴォーカリオンなどに残している。オーケー・レーベルへの録音では、カーター自身の愛称ともなった「チョコレート・ダンディーズ」の名義を用いた。
1933年10月録音のチョコレート・ダンディーズ名義による 『Once Upon A Time』（ OKeh 41568、続いてDecca 18255、Hot Record Society 16としてリイシューされた)におけるトランペット・ソロは長い間ソロ演奏の金字塔とされた。
また、同年にはイギリスのバンドリーダー、スパイク・ヒューズと眩惑的なビッグバンド･セッションを行なっている。このセッションで録音された18曲はイギリスのみでリリースされ、名義は『Spike Hughes and His Negro Orchestra』となっていた。この常時14名から15名の編成によるバンドにはヘンリー"レッド"アレン (トランペット)、ディッキー・ウェルズ (トロンボーン)、ワイマン・カーヴァー(フルート)、コールマン・ホーキンス(サックス)、J.C. Higginbotham(トロンボーン)、チュー・ベリー(サックス)などが在籍していた。 
この時期、カーターが残した楽曲には『Nocturne』『Someone Stole Gabriel's Horn』『Pastorale』『Bugle Call Rag』『Arabesque』『Fanfare』『Sweet Sorrow Blues』『Music at Midnight』『Sweet Sue Just You』『Air in D Flat』『Donegal Cradle Song』『Firebird』『Music at Sunrise』『How Come You Do Me Like You Do』などがある。

### ヨーロッパ
1935年、ヨーロッパに移住。ウィリー・ルイス楽団での活動のほか、BBCダンス楽団の編曲も担当し、いくつかのレコードを作った。続く3年間はヨーロッパをツアーし、イギリス、フランス、スカンジナビア地方の最高のジャズマンや、友人のコールマン・ホーキンスのようにヨーロッパにやってきたアメリカ人スターたちと共演し、録音も残している。
その中では、1937年のジャンゴ・ラインハルト、コールマン・ホーキンスとの『ハニーサックル・ローズ』が有名で、後に1961年のアルバム『Further Definitions』でも同曲が演奏された。

### ハーレムへの帰還、ロサンゼルスへの移住
1938年、カーターはアメリカに戻り、あらたに結成した自楽団を率いて1939年から翌年にかけてハーレムの有名なサヴォイ・ボールルームに出演した。彼の編曲は人気があり、ベニー・グッドマン、カウント・ベイシー、デューク・エリントン、レナ・ホーン、グレン・ミラー、ジーン・クルーパ、トミー・ドーシーなどによって録音された。しかし、カーター自身のヒット曲はビッグバンド時代にElla Mae Morseによって歌われた『Cow-Cow Boogie』というノベルティ・ソング1曲のみである。その他1930年代にカーターが作編曲家として残した楽曲では『When Lights Are Low』『Blues in My Heart』『Lonesome Nights』などが古典とされている。
1943年、ロサンゼルスへ移住した後はスタジオの仕事が増え、『Stormy Weather』（1943）をはじめとする多くの映画･テレビ音楽を担当した。 ちなみに、カーターは黒人として初めて映画音楽を作曲した1人であり、クインシー・ジョーンズはカーターを師と仰ぎ、1960年代に彼がテレビや映画の仕事を始めた時にもカーターを参考にしている。
ハリウッドでは、ビリー・ホリデイ、サラ・ヴォーン、ビリー・エクスタイン、パール・ベイリー、レイ・チャールズ、ペギー・リー、ルー・ロウルズ、ルイ・アームストロング、フレディ・スラック、メル・トーメなどの編曲を担当した。なお、ビリー・ホリデイとは1958年のモントレー・ジャズ・フェスティバルでも共演している。
1945年には、マイルス・デイヴィス（トランペット）がサイドメンとしての初レコーディングをカーターの『Benny Carter and His Orchestra』というアルバムで行なっている。
1958年、アール・ハインズ（ピアノ）、リロイ・ヴィネガー（ベース）、シェリー・マン（ドラムス）の新旧世代の混成メンバーによる1920年代アメリカのヒット曲を採り上げたアルバム『スウィンギン・ザ・20'S』を発表。続く1960年代にも新旧混成メンバーのビッグバンドによる『Further Definitions』（1961年）や、編曲を担当したペギー・リーの『ミンク・ジャズ』 (1962)などのスタジオ録音を残している。
1960年、自身のカルテットでオーストラリアを訪問。
1968年ニューポート・ジャズ・フェスティバルでディジー・ガレスピーと共演、同年スイスのバンドと録音する。

### 後進の育成
1969年にプリンストン大学の社会学教授モロウ・バーガーの招きで、同大学にて講義・セミナー・演奏会を行ない、続く9年間で5回プリンストンを訪れ、1973年には客員教授として1学期間務めた。1974年、プリンストンはカーターに人文科学の名誉博士号を贈った。
他の大学でもワークショップやセミナーを開き、1987年にはハーバード大学で1週間講義した。
Morroe Bergerは著書『Benny Carter - A Life in American Music』(1982年)でカーターのキャリアを扱った。

### 晩年
1989年晩夏、ニューヨークのリンカーン・センターでカーターの82歳の誕生日が祝われ、エクスタイン・アンダーソンやシルヴィア・シムスが彼の歌を歌った。同週にはシカゴ・ジャズ・フェスティバルで、『Further Definitions』が再演された。
1990年2月、リンカーン・センターにおけるエラ・フィッツジェラルドを讃えるセレモニーで、カーターはオールスター・ビッグバンドを指揮した。
1997年にカーターは現役を引退。翌年にはリンカーン・センターから表彰され、セレモニーでウィントン・マルサリスやダイアナ・クラール、ボビー・スコットが彼の音楽を演奏した。
2003年7月12日、カリフォルニア州ロサンゼルスのCedars-Sinai Hospitalにて気管支炎の合併症で亡くなった。95歳。

## 受賞歴
- 1977年 - 『ダウン・ビート』誌ジャズの殿堂入り
- 1978年 - 黒人映画制作者の殿堂入り[8][9]
- 1986年 - NEAジャズ・マスターズ[10]
- 1990年 - 『ダウン・ビート』誌年間ベスト・ジャズ・アーティスト賞[11]
- 1990年 - 『ジャズタイムズ』誌年間ベスト・ジャズ・アーティスト賞
- 1994年 - ハリウッド・ウォーク・オブ・フェームの星を獲得[12]
- 2000年 - NEA国民芸術勲章受勲[13][14]

### グラミー賞
- 受賞：3回[15]
- ノミネート：9回

| グラミー受賞歴 |                                                          |                                  |          |              |            |
| 年             | 部門                                                     | タイトル                         | ジャンル | レーベル     | 結果       |
| 1963           | Best Background Arrangement                              | Busted (Ray Charles)             | R&B      | ライノ/ Wea  | ノミネート |
| 1986           | Best Jazz Instrumental Performance - Group               | Swing Reunion                    | Jazz     | Musicmasters | ノミネート |
| 1987           | Lifetime Achievement Award                               |                                  |          |              | 受賞       |
| 1988           | Best Instrumental Composition                            | "Central City Sketches (Side 2)" | Jazz     | Musicmasters | ノミネート |
| 1992           | Best Large Jazz Ensemble Performance                     | 『Harlem Renaissance』           | Jazz     | Musicmasters | ノミネート |
| 1992           | Best Instrumental Composition                            | "Harlem Renaissance Suite"       |          | Musicmasters | 受賞       |
| 1993           | Best Jazz Instrumental Solo                              | "The More I See You"             | Jazz     | Telarc       | ノミネート |
| 1994           | Best Jazz Instrumental Solo                              | "Prelude to a Kiss"              | Jazz     | Musicmasters | 受賞       |
| 1994           | Best Jazz Instrumental Performance - Individual or Group | 『Elegy in Blue』                | Jazz     | Musicmasters | ノミネート |

## ディスコグラフィ

### アルバム
| 発表年 | 作品名                           | アーティスト                                                                | レーベル      |
| ------ | -------------------------------- | --------------------------------------------------------------------------- | ------------- |
| 1935   | The Chocolate Dandies            |                                                                             | DRG           |
| 1945   | Benny Carter and His Orchestra   | マイルス・デイヴィスが参加。                                                | Jazz Door     |
| 1954   | Moonglow                         |                                                                             | Verve         |
| 1957   | Jazz Giant                       |                                                                             | Contemporary  |
| 1958   | Swingin' the 20's                | アール・ハインズ等と共演                                                    | Contemporary  |
| 1959   | The Fabulous Benny Carter        |                                                                             | Audio Lab     |
| 1961   | Further Definitions              |                                                                             | Impulse!      |
| 1966   | Additions to Further Definitions | のちにFurther Definitionsとしてボーナストラックが収録されたうえでCD化された | Impulse!      |
| 1976   | The King                         |                                                                             | Pablo         |
| 1976   | Carter, Gillespie Inc.           | ディジー・ガレスピーとの共演                                                | Pablo         |
| 1987   | Central City Sketches            |                                                                             | Music Masters |
| 1992   | Harlem Renaissance               |                                                                             | Music Masters |
| 1995   | New York Nights                  |                                                                             | Music Masters |
| 1995   | Songbook                         |                                                                             | Music Masters |
| 1997   | Live and Well in Japan           |                                                                             | Pablo/OJC     |
| 1997   | Tickle Toe                       |                                                                             | Vee-Jay       |
| 2002   | Sketches on Standards            |                                                                             | Past Perfect  |

### 作曲家として
- "Blues In My Heart" (1931年) ※アーヴィング・ミルズとの共作
- "When Lights Are Low" (1936年) ※スペンサー・ウィリアムズとの共作
- "Cow-Cow Boogie (Cuma-Ti-Yi-Yi-Ay)"  (1942年) ※Don Raye&Gene De Paulとの共作
- "Key Largo" (1948年) ※Karl Suesdorf&Leah Worthとの共作
- "Rock Me To Sleep" (1950年) ※Paul Vandervoort IIとの共作
- "A Kiss From You" (1964年) ※ジョニー・マーサーとの共作
- "Only Trust Your Heart" (1964年) ※サミー・カーンとの共作

他に "A Walkin' Thing", "My Kind Of Trouble Is You", "Easy Money", "Blue Star", "I Still Love Him So", "Green Wine" , "Malibu"等が存在する。

### 編曲家として
| 発表年 | 作品名                              | アーティスト                                                | ジャンル | レーベル                   |
| ------ | ----------------------------------- | ----------------------------------------------------------- | -------- | -------------------------- |
| 1963   | The Explosive Side of Sarah Vaughan | サラ・ヴォーン                                              | ジャズ   | ルーレット・レコード       |
| 1963   | The Lonely Hours                    | サラ・ヴォーン                                              | ジャズ   | ルーレット・レコード       |
| 1963   | Mink Jazz                           | ペギー・リー                                                | ジャズ   | キャピトル・レコード       |
| 1967   | Portrait of Carmen                  | カーメン・マクレエ                                          | ジャズ   | アトランティック・レコード |
| 1968   | 30 by Ella                          | エラ・フィッツジェラルド                                    | ジャズ   | キャピトル・レコード       |
| 1979   | A Classy Pair                       | エラ・フィッツジェラルド & カウント・ベイシー・オーケストラ | ジャズ   | パブロ・レコード           |

### コンピレーション
- The Music Master: Benny Carter (2004年、Proper Box) ※1930年-1952年録音[16]
- Royal Garden Blues (Quadromania: Benny Carter) (2006年、Membran/Quadromania)

## 映画
- 『ブラック・ライダー』（Buck and the Preacher） - 1972年のアメリカ西部劇映画の作曲。

## 参照
1. ↑  Gate: Benny Carter -- jazz career spanned 8 decades
2. ↑  McKinney's Cotton Pickers
3. ↑  Martin, Henry. Jazz: The First 100 Years, Thomson Wadsworth, page 6, (2005) - ISBN 0-534-62804-4
4. ↑  Yanow, Scott. Jazz on Record: The First Sixty Years, Backbeat Books, page 169, (2003) - ISBN 0-87930-755-2
5. ↑  Benny Carter Filmography
6. ↑  Benny Carter and His Orchestra with Miles Davis
7. ↑  Berger, Morroe. Benny Carter, a Life in American Music, Scarecrow Press, (1982) - ISBN 0-8108-1580-X
8. ↑  Weather bird: jazz at the dawn of its second century By Gary Giddins
9. ↑  Benny Cart News
10. ↑  Official NEA Jazz Masters Awards List Archived 2007年9月27日, at the Wayback Machine.
11. ↑  1990 Down Beat Critics Poll
12. ↑  Hollywood Walk of Fame: Benny Carter
13. ↑  National Medal of Arts Photos
14. ↑  National Medal of Arts List Archived 2011年7月21日, at the Wayback Machine.
15. ↑  Grammy Awards Database for Benny Carter
16. ↑  Amazon.com: The Music Master: Benny Carter: Music